# Pałac letni w Sarnach

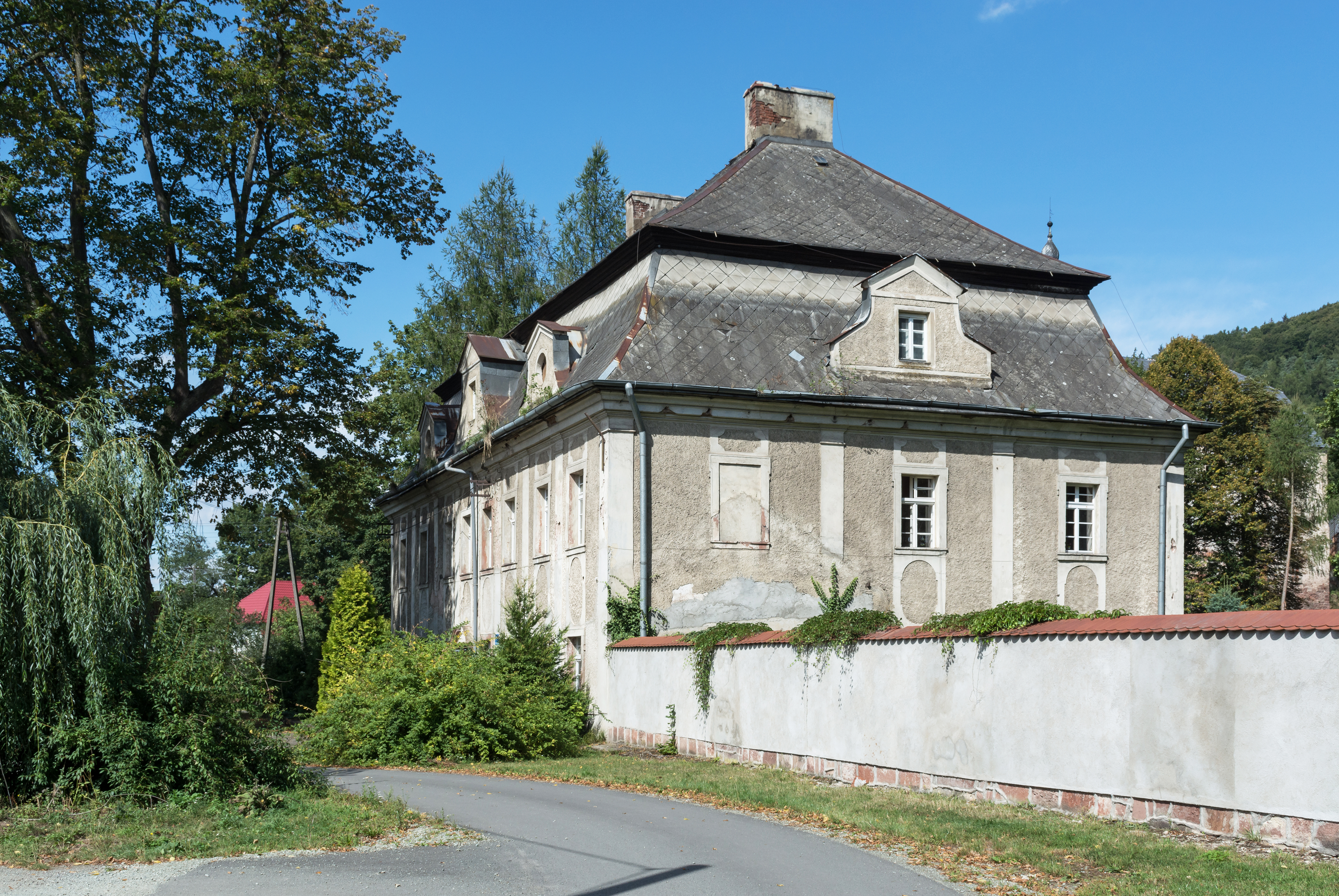
Widok z południowego wschodu

Pałac letni w Sarnach – pałac z 1730 w Sarnach, w powiecie kłodzkim, wpisany do rejestru zabytków nieruchomych województwa dolnośląskiego. Położony na drugim brzegu rzeki Włodzica.
Zabytkowy pałac jest częścią rozległego założenia obejmującego Zamek Sarny (niem. Scharfeneck), park z XVIII–XIX w., barokowy spichlerz, kaplicę św. Jana Nepomucena oraz szereg budynków folwarcznych z XVIII i XIX w. Na osi pałacu letniego położona jest zabytkowa aleja parkowa.

## Opis
Obiekt dwukondygnacyjny pokryty dachem mansardowym z lukarnami. Nad wejściem znajdował się kartusz z herbami budowniczego pałacu hrabiego Franza Antona von Götzena (1693–1738) i jego żony Marii Anny (Marianne) von Stillfried, córki Raymunda Erdmanna Antona barona Stillfried von Rattonitz (1672–1720) z Nowej Rudy. Bardzo uszkodzony kartusz zdemontowano w 1996 r. i złożono wewnątrz pałacu letniego.
W pałacu na suficie głównego salonu na pierwszym piętrze znajduje się iluzjonistyczne malowidło przedstawiające barokowy ogród, prawdopodobnie nawiązujący do ogrodu znajdującego się przed pałacem letnim.
Pałac letni funkcjonował jako część rezydencji hrabiów Götzen w połączeniu z położonym wyżej zamkiem. Pałac letni jest od 1995 r. własnością prywatną.
W porozumieniu z Fundacją Odbudowy Dworu Sarny, administrującą głównym budynkiem założenia, w pałacu letnim w 2015 r. odbyły się zajęcia w ramach I Międzynarodowej Letniej Szkoły Muzyki Dawnej Schloss Scharfeneck 2015.